# Großschnabelpapageien
Die Großschnabelpapageien (Tanygnathus) sind eine Gattung aus der Unterfamilie der Psittaculinae, die in Südostasien und Melanesien verbreitet ist.

## Merkmale
Die Großschnabelpapageien sind mittelgroße bis große Papageien, die sich durch einen sehr großen Schnabel, einen großen Kopf, einen sich verjüngenden Körper, der in einen eher kurzen, leicht gerundeten Schwanz übergeht, keine markante Kerbe im Oberkiefer, eine unbefiederte Wachshaut sowie keinen bis mäßigen Sexualdimorphismus auszeichnen. Die Gesamtlänge beträgt 31 bis 43 cm. Das Gefieder ist hauptsächlich grün. Es gibt keinen roten Schulterfleck. Die Flügeldecken sind gelb umsäumt. Die Zügel sind schwarz. Der Schnabel ist bei den Männchen rot. Die Jungvögel sind stumpfer als die Altvögel.

## Etymologie und Systematik
Die Gattung Tanygnathus wurde 1832 von dem deutschen Naturforscher Johann Georg Wagler eingeführt. Tanygnathus megalorynchos wurde 1840 von dem englischen Zoologen George Robert Gray zur Typusart erklärt. Der Name Tanygnathus setzt sich aus den altgriechischen Wörtern τανύω (tanyō) für „dehnen, ausstrecken“ und γνάθος (gnathos) für „Kiefer“ zusammen.
Eine genetische Analyse aus dem Jahr 2017 legt nahe, dass Tanygnathus tief in der Psittacula-Klade eingebettet ist. Nach Meinung der Autoren sollten daher alle vier Arten in die Gattung Psittacula reklassifiziert werden, was Tanygnathus zum Synonym der letztgenannten Gattung machen würde. Ein Synonym ist Erythrostomus Swainson, 1837.

## Arten und ihre Verbreitung
Es werden folgende Arten unterschieden:
- Der Schwarzschulterpapagei (Tanygnathus megalorynchos) kommt mit fünf Unterarten in Indonesien (einschließlich Westneuguineas) und in den südöstlichen Philippinen vor.
- Der Blauscheitelpapagei (Tanygnathus lucionensis) kommt mit vier Unterarten auf den Philippinen-Inseln Luzon, Mindoro und Polillo sowie auf dem Sulu-Archipel vor.
- Der Blaurückenpapagei (Tanygnathus sumatranus) kommt mit sechs Unterarten auf den Philippinen und in Indonesien vor.
- Der monotypische Burupapagei (Tanygnathus gramineus) ist auf Buru in den Südmolukken endemisch.

Das Taxon Tanygnathus heterurus, das nur vom Typusexemplar bekannt ist und 1912 von Tommaso Salvadori beschrieben wurde, hat sich als Farbmutation des Blaurückenpapageis herausgestellt.